# ホテルルートイン大牟田
ホテルルートイン大牟田（ホテルルートインおおむた、仮称）はルートインジャパン株式会社が福岡県大牟田市に進出予定の宿泊施設である。
予定では2025年度（令和7年度）秋の営業開始。

## 概要
1998年に閉鎖した第三セクターのテーマパーク、ネイブルランドの駐車場跡地にオープンする予定。10階建て329室を有する予定で、九州沖縄の同社系列のホテル（34店）で最大の客室数となる。シングル、ツイン、ダブルの客室に朝食レストラン、大浴場を備える。
また、敷地内に和風居酒屋レストランを別棟で営業予定である。正社員・パートを100名雇用する予定である。
初期投資は約20億円（土地代除く）。大牟田市は現在「大牟田市宿泊施設立地促進補助金」を交付しており、当ホテルは予定で客室数329室であるため投資額×10%の助成を受け最高額の2億3000万円をホテル開業後にルートインホテル株式会社に支給する見込みである。

## 目的
1. 雇用創出[3]
2. 地場産品活用などの農業・産業の復興[3]
3. シティープロモーション・観光復興[3]
4. スポーツ・文化復興[3]
5. 災害対策など[3]

大牟田市を訪れたものの市内には泊まらずに柳川市や荒尾市などの近隣地域に宿泊客が流れている現象を改善するという大きな目的がある。実際、調査によると大牟田市を目的としてきているが市外に泊まっている人は年間約39,000人（1日100人以上）にのぼるという。また、大牟田市には客室数100をこえるホテルは存在しない。さらに2024年春に、（仮称）新大牟田駅南側産業団地が完成するため宿泊需要が伸びる可能性が大いにある。完成は2025年12月の予定。

## 年表
- 2022年（令和4年）8月25日 - 進出協定締結式を行う[3]。
- 2024年（令和6年）4月23日 - 起工式が行われる[4]。

## アクセス
- 有明海沿岸道路大牟田インターチェンジより車で約2分[1]
- JR、西鉄大牟田駅より車で約5分[1]

## ホテル予定地周辺
- 帝京大学 福岡キャンパス
- コメリパワー大牟田店（ペットアミ大牟田店含む）
- 大牟田市石炭産業科学館
- イオンモール大牟田
  - イオン大牟田店
  - 大牟田セントラルシネマ
- アルミテラ株式会社 大牟田工場
- 三池コンクリート工業株式会社 大牟田工場
- 文田建設株式会社
- 三和リース株式会社大牟田支店
- 諏訪公園